# ダイヤモンドガール
『ダイヤモンドガール』は、2003年4月9日から6月25日までフジテレビ系『水曜劇場』枠で放送されたテレビドラマ。主演は観月ありさ。この作品が『水曜劇場』最終作品となった。

## あらすじ
美しい容姿だけが自慢の令嬢・南條麗香は、婚約者の弁護士・夏目慎一郎に一方的にふられてしまう。諦めきれない麗華は彼を追って、大手弁護士事務所を訪れるが、彼は既に新人弁護士・園田詩織と付き合っていた。そんな中、麗華は仕事に厳しい人情派弁護士・鍋島耕介のアシスタントと働くうちに、自分を成長させていく。

## キャスト
南條麗香〈26〉
演 - 観月ありさ
社長令嬢で、怖いもの知らずのポジティブシンキング娘。日本最大手「モーリス牧村弁護士事務所」で、鍋島のアシスタントとして働くうちに仕事に生きがいを感じ、本当の愛も見つける。
鍋島耕介〈38〉
演 - 岸谷五朗
人情派の弁護士。ほとんどもうけにならない民事を担当しているが、どんな仕事にも一生懸命で勝訴率も高い。
園田詩織〈26〉
演 - 原沙知絵
新人弁護士。イギリス・ロースクール卒。才色兼備で性格もいい理想のセレブ。慎一郎の現婚約者である。
夏目慎一郎〈29〉
演 - 谷原章介
上昇志向の強いエリート弁護士。麗香の彼氏だったが、詩織と出会い、真の理想の女性が彼女だと気づき、麗香を『外見だけで中身が無い』と告げてふってしまい詩織と婚約する。しかし、鍋島の下で働くうちにすっかり『デキるいい女』に変貌した麗香に「中身が無いのは僕の方だった」と羨望の眼差しで見つめながら謝罪する。
アケミ
演 - 濱田マリ
麗香が転がり込んだ安ホテルの図々しい隣人でホステス。男と痴話ゲンカが絶えない。
谷恭子
演 - 宝積有香

飯島真弓
演 - 国分佐智子

水島智子
演 - 牛尾田恭代

矢島直人
演 - 須賀貴匡

岡崎要
演 - 正名僕蔵

田中悦子
演 - 大島さと子

南條愛子
演 - 鷲尾真知子

佐久間実〈38〉
演 - 勝村政信
総務部長で徹底した事なかれ主義。後に、妻から離婚訴訟を起こされるハメに。
モーリス・君子〈58〉
演 - 白川由美
弁護士事務所のオーナーで自身も弁護士。鍋島の誠実な仕事ぶりを認めている。

### ゲスト
第2話
- 武宮守：須賀健太
- 守の母：春木みさよ
- 吉田剛：団時朗

第4話
- 烏山社長：モロ師岡

第5話
- 林社長：宇梶剛士

第6話
- 佐久間百合：広岡由里子
- 日高一志：小木茂光
- 結城カオル：原千晶

第7話
- 京極雅彦：橋本さとし
- 本城社長：須永慶

第8話
- 白石有香子：浅見れいな
- 黒沢教授：浜田晃
- 小森治美：水川あさみ

第9話
- 荻野英子：森口瑤子
- 泉笙薫：東根作寿英

第10話
- 桜井祐子：山下容莉枝
- 小田切英一：伊藤正之
- 内藤弁護士：大高洋夫

第12話
- 和泉恵子：奥貫薫

## スタッフ
- 企画：石原隆
- 脚本：川嶋澄乃、山浦雅大、田辺満、吉田智子、遠藤彩見
- 演出：小椋久雄、村上正典、植田泰史
- プロデュース：稲田秀樹、矢吹東
- 音楽：本間勇輔
- 主題歌：観月ありさ「Shout It Out」
- 制作：フジテレビ、共同テレビ

## 放送日程
| 各話                                                       | 放送日  | サブタイトル     | 脚本             | 演出     | 視聴率 |
| ---------------------------------------------------------- | ------- | ---------------- | ---------------- | -------- | ------ |
| 第1話                                                      | 4月09日 | 顔だけがいい女   | 川嶋澄乃         | 小椋久雄 | 12.5%  |
| 第2話                                                      | 4月16日 | いい女の条件     | 山浦雅大         | 村上正典 | 12.3%  |
| 第3話                                                      | 4月23日 | 愛情のお値段     | 田辺満           | 小椋久雄 | 10.4%  |
| 第4話                                                      | 4月30日 | キャバクラで地獄 | 山浦雅大         | 村上正典 | 11.0%  |
| 第5話                                                      | 5月07日 | 逆カリスマ美容師 | 吉田智子         | 植田泰史 | 10.9%  |
| 第6話                                                      | 5月14日 | 妻だって恋したい | 川嶋澄乃         | 小椋久雄 | 10.7%  |
| 第7話                                                      | 5月21日 | ビンボー金なし!  | 川嶋澄乃         | 村上正典 | 10.5%  |
| 第8話                                                      | 5月28日 | コスプレ女は見た | 遠藤彩見         | 植田泰史 | 10.8%  |
| 第9話                                                      | 6月04日 | 元妻! 意外な再会 | 吉田智子         | 村上正典 | 9.6%   |
| 第10話                                                     | 6月11日 | ついに王子様が!! | 川嶋澄乃、田辺満 | 小椋久雄 | 9.3%   |
| 第11話                                                     | 6月18日 | 涙! 迫られた選択 | 吉田智子         | 村上正典 | 9.8%   |
| 最終話                                                     | 6月25日 | 私の素敵な未来   | 吉田智子         | 小椋久雄 | 11.3%  |
| 平均視聴率 10.8%（視聴率は関東地区・ビデオリサーチ社調べ） |         |                  |                  |          |        |

- 初回は、21時30分 - 22時39分の15分拡大[1]。
- 第5話は、プロ野球 ヤクルト×巨人戦中継に伴い、21時30分 - 22時24分の30分繰り下げ放送[2]。
- 第8回は、東アジアサッカー選手権大会2003決勝大会「日本×中国」中継のため21時20分 - 22時14分を予定していたが、SARS流行による大会中止に伴い21時 - 21時54分の通常放送に変更された[2]。